# Qaṣīda
Con il termine qaṣīda (in arabo قصيدة‎?, al plurale qaṣāʾid ) si intende un componimento poetico proprio della poesia araba e poi del mondo islamico.
Sul piano tematico la qaṣīda può essere accostata a un poemetto o a un'ode lirico-panegiristica di argomento molto vario.
Sul piano metrico essa è composta da versi sono doppi, in metro rajaz, ed è rigorosamente monorima.
La qasida è il genere principe della poesia araba e islamica, sia perché è il genere poetico più antico della poesia araba sia perché essa risale alla tradizione preislamica ed è la matrice di tutti gli altri generi poetici.
Con la fondazione dell'impero arabo (VIII sec. d. C:) la qaṣīda passerà dalla poesia araba a tutte le letterature islamiche, in particolare la persiana e la turca classiche, che ne trarranno anch'esse capolavori.
In quanto al suo raggio di diffusione nel Medio Oriente islamico, dalla Spagna all'India, da Istanbul al Marocco a Samarcanda, la qaṣīda può essere accostata al nostro Sonetto, che dalla poesia siciliana è giunto a quella toscana e italiana ed è stato ripreso in Francia, Inghilterra, Germania, Spagna, Portogallo, divenendo una forma metrica peculiare nei secoli della letteratura europea, piegata dai singoli poeti a paesi ai temi più svariati e alle lingue diverse. Genere matrice, a sua volta, sia dei componimenti interamente in quartine sia delle terzine dantesche, come anche dal nasib della qaṣīda si svilupperà il ghazal, un altro tipo di componimento fondamentale della letteratura islamica,

## Storia
- Gli esempi più antichi di qaṣīda risalgono all'epoca preislamica e sono frutto di una società organizzata tribale, sia che si trattasse di Arabi nomadi che sedentari: essa era l'espressione artistica di popolazioni presenti non soltanto nella Penisola araba, ma anche nel territorio che si estende fino all'Eufrate e all'odierna Siria settentrionale.
- Come tutti i testi poetici arabi più antichi, anche le qasida furono trasmesse per secoli oralmente fino a venire fissate solo molto tardi in età imperiale, almeno 100 anni dopo. Molto si è discusso e ancor oggi si discute, come comprensibile, sulle origini di questa struttura propria della poesia, sull'autenticità di quanto è a noi giunto.
- Come tutta la poesia preislamica anche la qaṣīda si sarà formata nella bocca dei poeti beduini che viaggiavano fra l'Hegiaz, dove è la Mecca, importante ospite di un santuario (la Caaba) anche preislamico, il regno tribale dei Kinda, che sorse intorno al 500 d. C. nel centro della penisola nel Najd, e le due corti tribali del regno dei lakhmidi o dei ghassanidi, posti a nord, al confine con Bisanzio e la Persia.
- La lingua è una Koinè di dialetti del Najd con influssi dell Hegiaz
- Fra le qaṣīde preislamiche alcune sono definite come muʿallaqāt (le ‘appese’ o le ‘dorate’), sette qaṣīda ritenute punti di riferimento di tutta la tradizione poetica: esse sono quelle di Imru l-Qays (della tribù dei Kinda), ῾Amr ibn Kulthūm, al-Ḥārith ibn Ḥilliza, Ṭarafa b. al-ʿAbd, che visse alla corte di al-Ḥīra, Zuhayr ibn Abī Sulmā, Labīd, ʿOmar b. Abī Rabīʿa e ʿAntara ibn Shaddād.

## Struttura e temi
- La struttura della qaṣīda è stata codificata nel IX secolo da Ibn Qutayba (828-889). Questo letterato nel Kitāb al-shiʿr wa l-shuʿarāʾ, il Libro della poesia e dei poeti, ha schematizzato la qaṣīda fornendo una norma dei temi principali che caratterizzavano questa forma poetica.
- Al principio del poema vi è il preludio amoroso detto nasib che prende lo spunto dal tornare del poeta in un luogo dove, in un tempo anche molto addietro, aveva incontrato la donna. I malinconici ricordi sono destati dalla visione degli atlal, i resti di un accampamento nomade ormai abbandonato dalla tribù dell'amata, tribù che, a seconda delle stagioni, è costretta a spostarsi alla ricerca di acqua e di pascoli. Da questo spazio non più abitato dagli uomini e tornato a essere parte integrante della natura, il poeta dichiara la propria volontà di uscire da questa nostalgia in pochi versi, detti takhallus, il liberarsi appunto, per riprendere il suo cammino.
- Inizia così la seconda parte della qaṣīda, il rāḥil, il viaggio, elemento fondante della società araba antica, che il poeta affronta in compagnia della sua fida cavalcatura
- Si inserisce qui la descrizione (waṣf) del dromedario o cavallo o di tempeste o eventi atmosferici descritti dettagliatamente
- La fine metaforica di questo viaggio è l'ultima sezione della qaṣīda, cioè il fakhr (vanto) in cui il poeta vanta la propria discendenza tribale, o il madīḥ (panegirico) di un sayyid tribale o di un re, o anche la satira (hijāʾ) contro i nemici, o, più raramente, alcune massime morali, ḥikam.
- Nella realtà questo schema non era così rigido come per tanto tempo è sembrato. Infatti da un confronto dei testi originali si può vedere come i poeti si sentissero liberi da vincoli tematici e abbiano introdotto i temi e i motivi più consoni all'occasione e alla propria ispirazione.
- Le qaṣīda di lode si possono annoverare anche quelle devozionali, fra cui la Qaṣīda al-burda (Il mantello), nome che nella letteratura portano tre famose qasida di tre autori diversi  (vedi voce apposita Al-Burda)

## Struttura metrica
- La qaṣīda è composta in metro rajaz, il metro più antico della poesia araba dal quale si svilupperanno tutti i successivi. Essendo la poesia araba quantitativa, lo schema del metro rajaz è مستفعلن مستفعلن مستفعلن (x-u- x-u- x-u, dove x è la sillaba indifferente e u la sillaba breve). Sono previste alcune possibili sostituzioni, ovviamente, come nella poesia greca e latina,
- La qaṣīda è costituita da versi doppi e ogni verso è rimato ad eccezione del primo, in cui rima anche il primo emistichio (spesso i versi della poesia islamica, che sovente sono doppi, vengono trascritti uno sotto l'altro, generando l'idea errata nel lettore che i versi siano rimati in modo alterno, ma non è così). La qasida è rigorosamente monorima.
- Riportiamo come esempio i primi due versi della famosa qaṣīda di Imru l-Qays, la più antica del mondo arabo (V a. C.) una delle Muʿallaqāt (le rime sono segnate in maiuscolo):

v. 1: qifa nabki min dhikra habbin wa manzILI - bi siqti l-liwa bina d-Dukhuli fa HauMALI
v. 2: fa-tudiha fa-l-maqrati lam ya'fu rasmuha - lama nasagiatha min gianubin wa shaM'ALI
e via di seguito. Se si potesse fare un paragone in italiano suonerebbe qualcosa come (le rime sono in maiuscolo):
v. 1 Nel mezzo del cammin di nostra VITA - la mia diritta via era SMARRITA.
v. 2 Un giorno in mezzo ad una selva oscura - ai piè mi ritrovai di una SALITA.
v. 3 Ma non era mio ingegno mai volare - con l'alma che io porto in me SPAURITA.
v. 4 Io lo seppi ed in me nel cuore vidi - il viso di Medusa ANGUICRINITA,
.
e via di seguito ancora, dove ogni verso è rigorosamente staccato di senso dagli altri, come perle di una collana, come dice la tradizione.

## Diffusione nel mondo musulmano
- La qaṣīda ha resistito alla conversione dall'Islam del popolo arabo (622 d. C) e si è adattata alla società islamica che si veniva profilando con le conquiste e la fondazione dell'impero, prima col califfato omayyade, con sede a Damasco, e dopo con gli Abbasidi di Baghdad. Nelle corti dei califfi e dei re la qaṣīda diviene la forma poetica dell'ufficialità per cui il poema subisce lentamente delle modifiche:  il tradizionale nasib elegiaco viene ora arricchito dalla descrizione di giardini eleganti, ad esempio, il cavallo e il cammello portano ora bardature galanti, al cielo stellato si sono sostituiti i soffitti decorati e le logge di marmo, mentre la lode un tempo diretta alla tribù o al poeta, viene indirizzata da ora al principe committente. A volte invece il tema amoroso e quello del viaggio possono anche sparire mentre il panegirico diventa il tema fondamentale, per lodare il sovrano, ricordarne le imprese, cantare matrimoni e nascite, piangere morti, denigrare i nemici, temi per cui il poeta era pagato e mantenuto dal sovrano.
- Con l'avvento della dinastia abbaside di Baghdad, inizia il lento tracollo e la fine dell'egemonia culturale degli Arabi in seno all'impero, la qaṣīda è stata presa a modello da altre letterature: a partire dal 900 d. c. circa, infatti, si cominciarono a comporre qaṣīde anche in persiano e nel secolo XI in ebraico, così come in turco osmanli, in urdu, curdo, pashto, malese, indonesiano e nelle lingue dell'Africa occidentale quali lo swahili e il hausa. Anche in diverse parti del mondo berbero sono presenti componimenti letterari che traggono il nome dalla qaṣīda, solitamente poemi di una certa lunghezza e di argomento perlopiù religioso (denominati, a seconda dei luoghi, taqsitt o leqsidet).
- Nel XIX e XX secolo, in particolare nel periodo coloniale, la qasida ha assunto nuovamente una funzione centrale ad opera di poeti neoclassici come Ahmad Shawqi e Hafiz Ibrahim in Egitto e Ma'ruf al-Rusafi in Iraq che in parte ripresero i temi tradizionali accanto a nuove problematiche come quelle sociali e politiche. Oggigiorno la qaṣīda, pur restando in auge presso i beduini del Vicino Oriente, ha perso la sua centralità a vantaggio di forme poetiche più moderne come la poesia libera.
- Sempre nel XX secolo, diversi autori di lingua spagnola hanno recuperato ed impiegato la qaṣīda nei propri componimenti, per quanto non rispettando in essi la forma araba classica, sì che l'unico elemento a collegarli con il genere originale è un sentimento delicato di nostalgia e mancanza, in un orizzonte tematico generalmente erotico. Primo, e più conosciuto, è lo spagnolo Federico García Lorca che nel suo Poeta en Nueva York e soprattutto in Diván del Tamarit include un buon numero di casidas e gacelas (qasida e ghazal).